# JabRef
JabRef est un logiciel de gestion bibliographique
libre qui utilise BibTeX et BibLaTeX comme formats natifs. JabRef fournit une interface conviviale pour éditer des fichiers Bib(La)TeX, pour importer des références à partir de bases de données scientifiques en ligne et pour gérer et effectuer des recherches sur des fichiers Bib(La)TeX.
JabRef est programmé en Java et est disponible sur Windows, Linux et Mac OS X.
JabRef est distribué sous les termes de la licence MIT depuis la version 3.6 (et était précédemment sous GPL).

## Historique
- La première version de JabRef a été disponible en 2003 après que les créateurs de BibKeeper (Morten O. Alver) et JBibtexManager (Nizar Batada) ont décidé de fusionner leurs deux projets.
- Le nom de JabRef vient de : J pour Java, a pour (Morten) Alver, b pour (Nizar) Batada et Ref pour Référence.
- JabRef a été introduit comme un paquetage Debian en juillet 2006.
- JabRef a été introduit comme un paquetage dans le dépôt Multiverse d'Ubuntu en octobre 2007.

## Fonctionnalités
- Production des sorties entièrement compatibles avec BibTeX et BibLaTeX
- Facilité d'édition, de recherche et d'affichage des références
- Regroupement des références pour les organiser de manière explicite, basée sur des mots-clefs ou sur des termes de recherche généraux
- Génération configurable des clefs BibTeX
- Filtres d'importation pour 15 formats bibliographiques
- Recherche et téléchargement direct à partir de PubMed, SPIRES, ACM Digital Library et IEEEXplore. Téléchargement direct depuis CiteSeer et ArXiv
- Filtres d'importation et d'exportation configurables
- Liens vers des ressources externes (URL, fichiers PDF ou PS, numéro DOI) qui peuvent être ouverts d'un unique clic
- Possibilité d'insertion automatique des citations dans des applications telles que LyX, Kile, Emacs et WinEdt.
- Lancement sans interface graphique pour la conversion des fichiers bibliographiques
- Insertion de citations et de références bibliographiques dans Microsoft Word à l'aide d'une macro word.
- Insertion de citations et de références bibliographiques dans OpenOffice.org Writer et LibreOffice Writer.